# Gonomyia (Leiponeura) tatei
Gonomyia (Leiponeura) tatei is een tweevleugelige uit de familie steltmuggen (Limoniidae). De soort komt voor in het Australaziatisch gebied.